# Bee Branch Creek (Iowa)
 (septembre 2022).
 (septembre 2022).
Le contenu est difficilement compréhensible vu les erreurs de traduction, qui sont peut-être dues à l'utilisation d'un logiciel de traduction automatique.
Le Bee Branch Creek est un ruisseau passant à Dubuque (Iowa) et qui se jette dans le Mississippi. Son bassin versant couvre 50 % de la population et entreprises de Dubuque. Le long de son trajet, des sentiers et des équipements de jeux ont été aménagés. Le projet de restauration devrait coûter 230 millions de dollars (226 millions d'euros).

## Histoire

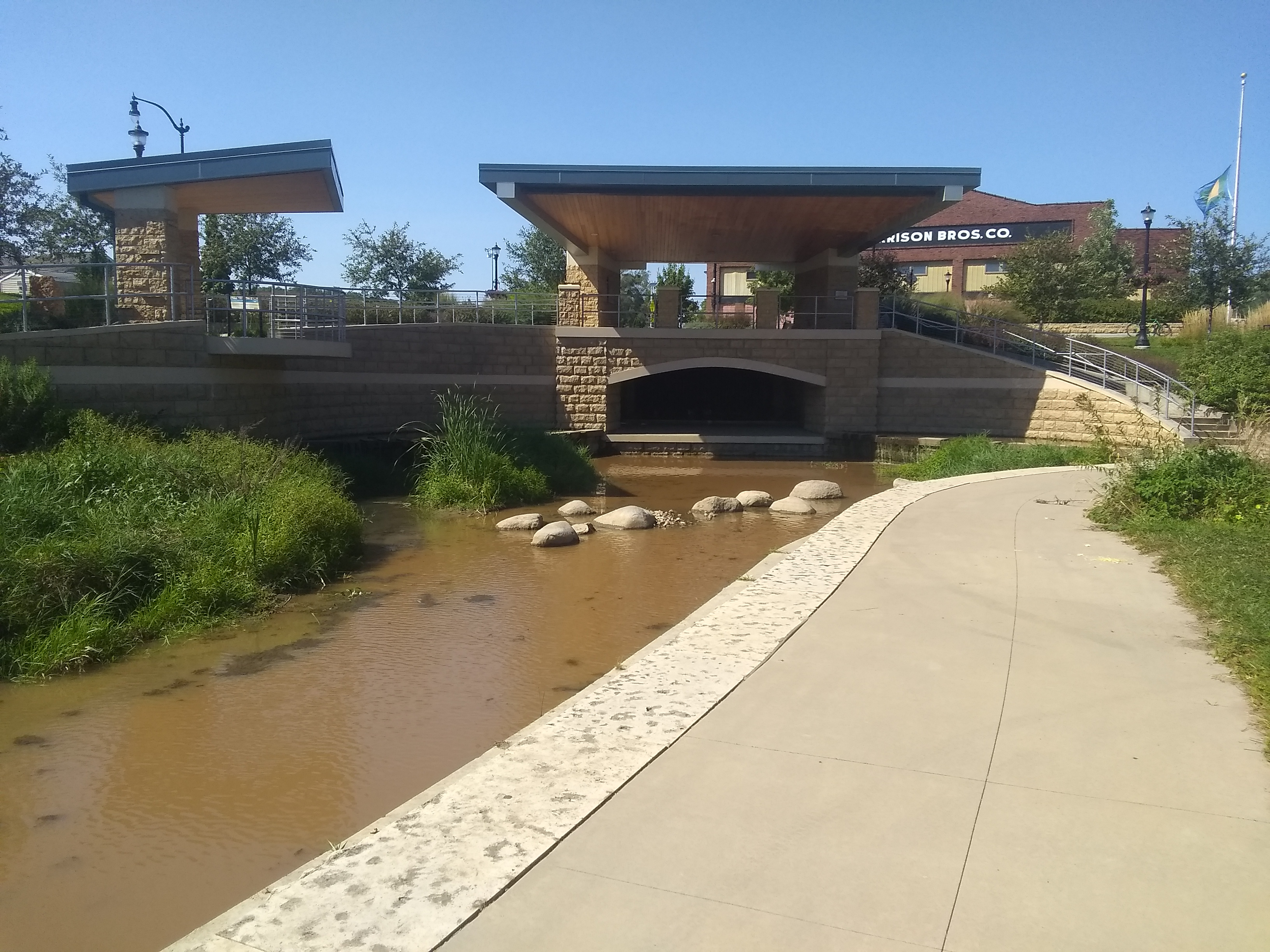
Entrée des sections restantes de l'égout.

Dans 1905, le Chicago Great Western Railway met le Bee Branch dans un égout.
Dans 1959, les gens considéraient que le cours d'eau insignifiant. En 1999, 2002, 2004, 2008, 2010 et 2011, de nombreuses inondations dévastatrices ont sévi, causant des dommages de 70 millions de dollars (69 millions d'euros). La première a incité la ville à étudier un projet d'ingénierie pour contrer la crue centennale.
Il a été constaté que l'égout n'avait pas la capacité d'écoulement nécessaire. Des bassins de rétention ont été construits comme une solution logique pour limiter les inondations et le Bee Branch Sewer a été modifié en Bee Branch Creek, non seulement comme un système de prévention des inondations, mais aussi comme un atout communautaire. Le ruisseau est devenu autre chose qu'un égout.

## Écologie
Dans le Bas Bee Branch, il y a 15 espèce des poissons dont : le crapet arlequin, la carpe commune, le achigan à grande bouche et le grand brochet.